# Prvenstvo ZND 1943-1944
Il Prvenstvo Zagrebačkog nogometnog dosaveza 1943./44. (it. "Campionato della sottofederazione calcistica di Zagabria 1943-44") fu la terza edizione del campionato organizzato dalla Zagrebački nogometni dosavez (ZND), la trentunesima in totale, contando anche le 22 edizioni della ZNP (1920-1941), le 4 del Prvenstvo grada Zagreba (1918-1919) e le 2 del campionato del Regno di Croazia e Slavonia (1912-1914, composto esclusivamente da squadre di Zagabria).
ZND era il nuovo nome della sottofederazione di Zagabria organizzata nello Stato indipendente di Croazia.
Per la seconda edizione di seguito, il campionato zagabrese fu di prima serie: infatti le migliori squadre cittadine (Građanski, Concordia e HAŠK) vi militavano. Le migliori 4 di esse avrebbero avuto accesso alla fase finale del Prvenstvo NDH 1944.
Il torneo, chiamato Skupina Zvonimir ("Gruppo Zvonimir"), fu vinto dal Građanski Zagabria, al suo secondo titolo nella ZND, l'undicesimo in totale.
Il campionato era diviso era diviso fra le squadre di Zagabria città (divise in 3 divisioni chiamate coi nomi dei re della Croazia: la prima Zvonimir, la seconda Tomislav e la terza Zrinski) e quelle della provincia (divise in varie parrocchie, župe).

## Struttura
```
I termini "in casa" e "in trasferta" non hanno senso perché pochi club avevano un proprio stadio, solo cinque impianti di Zagabria rispettano il regolamento per le partite: 
Koturaška cesta
 del 
Građanski
, 
Maksimir
 del 
HAŠK
, 
Tratinska cesta
 del 
Concordia
, Miramarska cesta del 
Viktorija
 e dello 
Željezničar
 e quello dello 
Šparta
.
[
2
]
```

| 1º livello | Skupina Zvonimir | 8 squadre |
| 2º livello | Skupina Tomislav | 8 squadre |
| 3º livello | Skupina Zrinski  | 7 squadre |

## Classifica
|              | Pos. | Squadra              | Pt | G  | V  | N | P  | GF | GS | QR    |
| ------------ | ---- | -------------------- | -- | -- | -- | - | -- | -- | -- | ----- |
|              | 1.   | Građanski Zagabria   | 24 | 14 | 10 | 4 | 0  | 53 | 10 | 5,300 |
|              | 2.   | Concordia Zagabria   | 20 | 14 | 9  | 2 | 3  | 37 | 16 | 2,312 |
|              | 3.   | HAŠK Zagabria        | 17 | 14 | 7  | 3 | 4  | 45 | 18 | 2,500 |
|              | 4.   | Željezničar Zagabria | 17 | 14 | 8  | 1 | 5  | 30 | 16 | 1,875 |
|              | 5.   | Ferraria Zagabria    | 14 | 14 | 6  | 2 | 6  | 25 | 29 | 0,862 |
|              | 6.   | Ličanin Zagabria     | 9  | 14 | 3  | 3 | 8  | 27 | 38 | 0,710 |
|              | 7.   | Zagorac Zagabria     | 8  | 14 | 3  | 2 | 9  | 15 | 36 | 0,416 |
|              | 8.   | Viktorija Zagabria   | 3  | 14 | 1  | 1 | 12 | 11 | 80 | 0,137 |
| Fonte: rsssf |      |                      |    |    |    |   |    |    |    |       |

Legenda:
      Ammesse al terzo turno del Prvenstvo NDH 1944.
      Ammessa al secondo turno del Prvenstvo NDH 1944.
      Retrocesse nella divisione inferiore.
Note:
Due punti a vittoria, uno a pareggio, zero a sconfitta.

## Seconda classe / Girone Tomislav
```
Tre partite interrotte non sono incluse nella tabella perché non si sa quando siano state giocate e come sia finita la continuazione di quelle partite.
[
3
]
```

|                       | Pos. | Squadra              | Pt | G  | V  | N | P  | GF | GS | QR    |
| --------------------- | ---- | -------------------- | -- | -- | -- | - | -- | -- | -- | ----- |
|                       | 1.   | Uskok Zagabria       | 24 | 13 | 12 | 0 | 1  | 56 | 15 | 3,733 |
|                       | 2.   | Redarstveni Zagabria | 23 | 14 | 11 | 1 | 2  | 54 | 16 | 3,375 |
|                       | 3.   | ZET Zagabria         | 16 | 13 | 8  | 0 | 5  | 28 | 23 | 1,217 |
|                       | 4.   | Šparta Zagabria      | 13 | 13 | 5  | 3 | 5  | 23 | 23 | 1,000 |
|                       | 5.   | Kvaternik Zagabria   | 9  | 14 | 3  | 3 | 8  | 23 | 42 | 0,547 |
|                       | 6.   | Mesarski Zagabria    | 8  | 14 | 3  | 2 | 9  | 20 | 34 | 0,588 |
|                       | 7.   | Trešnjevka           | 7  | 12 | 1  | 5 | 6  | 11 | 32 | 0,343 |
|                       | 8.   | Grafičar Zagabria    | 6  | 13 | 3  | 0 | 10 | 20 | 50 | 0,400 |
| Fonte: nk-maksimir.hr |      |                      |    |    |    |   |    |    |    |       |

Legenda:
      Promosse in 1. classe.
      Retrocesse in 3. classe.
Note:
Due punti a vittoria, uno a pareggio, zero a sconfitta.

## Provincia
Il campione provinciale fu il Segesta che venne così ammesso al secondo turno del Prvenstvo NDH 1944.